# Emerson Ramos Borges
Emerson Ramos Borges (* 16. August 1980 in Joinville) ist ein brasilianischer Fußballspieler, der auf der Position des Innenverteidigers zum Einsatz kommt. Er besitzt sowohl die brasilianische als auch die italienische Staatsbürgerschaft.

## Karriere
Emerson Ramos Borges begann seine Karriere in der Jugend seines Heimatvereins Joinville EC. Nachdem er bei einigen kleineren brasilianischen Vereinen unter Vertrag stand, wagte er den Sprung nach Italien und ging zum AS Atletico Calcio.
Nach einer Saison wechselte er allerdings zu Nuorese Calcio, wo er vier Jahre lang blieb. 2008 wechselte er zum Taranto FC 1927, verließ aber den Verein in derselben Saison in Richtung AC Lumezzane. Dort wurde er zum wichtigen Stammspieler. 2011 verließ er den Verein und wechselte zu Reggina Calcio. Von 2012 bis 2016 war er Stammspieler in der Innenverteidigung des AS Livorno.
Nach einer Saison bei Calcio Padova wechselte er zu Feralpisalò.